# 玉島愛造
玉島 愛造（たましま あいぞう、1890年12月19日 - 没年不明）は、日本の俳優。本名は菊沢 敬之助（旧姓は山内）。

## 来歴・人物
1890年（明治23年）12月19日、愛媛県宇和島市に生まれる。東京の私立商工中学を中退後、独学で教員免状を取り、小学校に8年間勤務した。また、その間に川端画学校で西洋画を学び、十数年の間絵画の製作を続けた。
1925年（大正14年）、東亜キネマ甲陽撮影所に開設された佐藤紅緑主宰の俳優養成所に年齢超過で資格がないのを無理に頼んで入所する。同年に『海国の母』で映画デビューし、脇役として細山喜代松監督『赤熱の力』等に出演。やがて等持院撮影所に移籍し、多くの作品で老け役、敵役を演じた。
1931年（昭和6年）、嵐寛寿郎プロダクションに移り、『鞍馬天狗』シリーズで数回黒姫の吉兵衛を演じるなど、嵐寛寿郎の助演として活躍。1937年（昭和12年）の同プロ解散後は、新興キネマを経て松竹下加茂撮影所に転じ、1960年（昭和35年）頃まで出演を続けた。温厚な人柄で、戦後は好々爺などを演じた。没年不明。

## 出演映画
- 子爵家と嗣子（1928年、東亜キネマ） - 友田老人
- 仇討浄瑠璃坂 前後篇（1929年、東亜キネマ） - 細井又左衛門
- 続業平小僧 怒濤篇（1931年、東亜キネマ） - 井筒屋清右衛門
- 将軍馬車（1931年、東亜キネマ） - 乃木将軍
- 踊る若者（1931年、東亜キネマ）
- 鞍馬天狗シリーズ（寛プロ）
  - 鞍馬天狗 解決篇（1931年） - 駒木根監物
  - 天狗廻状 前後篇（1932年） - 黒姫の吉兵衛
  - 鞍馬天狗 地獄の門（1934年） - 黒姫の吉兵衛
  - 鞍馬天狗 第一篇 絨り首暗躍篇（1934年） - 黒姫の吉兵衛
  - 鞍馬天狗 第二篇 丁字屋敷活殺篇（1935年） - 黒姫の吉兵衛
  - 鞍馬天狗 第三篇 影義隊乱刃篇（1935年） - 黒姫の吉兵衛
  - 鞍馬天狗 江戸日記 前篇（1935年） - 鶴見憲斎
  - 御存知鞍馬天狗 宗十郎頭巾（1936年） - 黒姫の吉兵衛
  - 御存知鞍馬天狗 千両小判（1937年） - 黒姫の吉兵衛
- 江戸育ち なりひら小僧（1932年、寛プロ） - 笠原左兵衛
- 磯の源太 抱寝の長脇差（1932年、寛プロ） - 矢切の伝右衛門
- 右門捕物帖シリーズ（寛プロ）
  - 右門捕物帖 廿五番手柄 七十七なぞの橙（1932年） - 村上大膳
  - 右門捕物帖 三十番手柄 帯解け仏法（1932年） - 生島屋太郎左衛門
  - 右門捕物帖 三十五番手柄 越後獅子の兄弟（1933年） - 松山屋長五郎
  - 右門捕物帖 三十八番手柄 白矢・黒影・青空（1934年） - 秋元若狭守
  - 右門捕物帖 七化け大名（1935年） - 速風靱負
  - 右門捕物帖 花嫁地獄変（1935年） - 頼母の用人
  - 右門捕物帖 晴々五十三次 乱麻篇 　寛プロ（1935年） - 久世内膳正
  - 右門捕物帖 晴々五十三次 裁決篇（1936年） - 久世内膳正
  - 右門捕物帖 娘傀儡師（1936年） - 目貫屋芳蔵
  - 右門捕物帖 雪夜の謎（1936年） - 直参旗本大道寺采女
  - 右門捕物帖 木曽路の謎（1937年） - 山井竹菴
- 小笠原壱岐守（1932年、寛プロ） - 水戸中納言
- 銭形平次捕物控シリーズ（寛プロ）
  - 銭形平次捕物控 富籤政談 （1933年） - 指物師藤次郎
  - 銭形平次捕物控 復讐鬼（1933年） - 用人小田島老人
  - 銭形平次捕物控 紅蓮地獄 （1934年） - 安養寺住職
- 山を守る兄弟 前後篇 （1933年、寛プロ） - 間部越中守
- 黄金騎士 前篇 陽に叛くもの （1933年、寛プロ） - 紀国屋大番頭長五郎
- 文武太平記（1935年、寛プロ） - 家老渋川大膳
- 宮本武蔵 地の巻（1936年、寛プロ） - 辻風典馬
- 風流荒大名（1938年、松竹） - 多胡外記
- 奴銀平（1938年、松竹） - 豆腐屋の源兵衛
- 美女桜 暴風篇・黎明篇（1940年、松竹） - 野島屋清兵衛
- 弥次喜多怪談道中 （1940年、松竹） - 村島玄哲
- 権三と助十（1940年、松竹） - 小間物屋彦兵衛
- 高砂船（1941年、松竹） - 酒屋権爺
- 女の宿（1941年、松竹） - 親族の男
- 元禄忠臣蔵 前篇（1941年、興亜映画） - 深見宗近左衛門
- 団十郎三代（1944年、松竹） - 坂田屋
- 粋な風来坊（1946年、松竹） - 甚兵衛
- 歌麿をめぐる五人の女（1946年、松竹） - 家主・惣兵衛
- 夜の女たち（1948年、松竹） - 婦人ホームの院長
- 破戒（1948年、松竹） - 僧侶
- わが恋は燃えぬ（1949年、松竹）壮士・吉村寅三
- 新釈四谷怪談（1949年、松竹） - 按摩宅悦
- 破れ太鼓（1949年、松竹） - 火見櫓番人
- 森の石松（1949年、松竹） - 柳屋の旦那
- エノケン十八番 らくだの馬さん（1950年、松竹） - あんまの幽霊
- エデンの海（1950年、松竹） - 大隈先生
- 帰郷（1950年、松竹）
- おぼろ駕籠（1951年、松竹） - 信濃屋伝右衛門
- 泣きぬれた人形（1951年、松竹） - 工場主
- 大江戸五人男（1951年、松竹） - 用人倉田
- 夏祭り三度笠（1951年、松竹） - 安宿の主人
- 治郎吉格子（1952年、松竹） - 多兵衛
- 西鶴一代女（1952年、新東宝） - 老人
- 山を守る兄弟（1953年、松竹） - 宿屋の亭主
- 美男天狗党（1954年、松竹） - 田中源右衛門
- 紋三郎の秀（1955年、松竹） - 役人宮地権太夫
- いれずみ判官シリーズ（東映）
  - 喧嘩奉行（1955年） - 藤右衛門
  - 火の玉奉行（1958年） - 峰大和
- 亡命記（1955年、松竹） - 養父
- 浪人吹雪（1955年、松竹） - 小山田家門番
- 獄門帳（1955年、松竹） - 農家の老爺
- 荒木又右衛門（1955年、松竹） - 老僕
- 二等兵物語シリーズ（松竹）
  - 二等兵物語 女と兵隊・蚤と兵隊（1955年） - 守衛
  - 続二等兵物語 決戦体制の巻（1957年） - 闇屋の男
  - 二等兵物語 あゝ戦友の巻（1958年） - 水谷耕造
- 元禄美少年記（1955年、松竹） - 門番五助
- 唄祭り江戸っ子金さん捕物帖（1955年、新芸プロ） - 和尚
- 大江戸出世双六（1955年、松竹） - 羅宇直し
- 旅がらす伊太郎（1956年、松竹） - 茶店の爺さん
- 逆襲獄門砦（1956年、東映） - 仁平
- 黒姫秘帖（1956年、松竹） - 骨董屋の主人
- 文七元結より 泣き笑い五十両（1956年、松竹） - 酒屋
- 歌う弥次喜多 黄金道中（1957年、松竹） - 茶店の親爺
- 女だけの街（1957年、京都映画） - 松村組組長
- 「朝雲暮雲」より 野武士と女（1957年、松竹） - 立場茶屋の親爺
- 大江戸風雲絵巻 天の眼（1957年、松竹） - 丹羽家朴
- 気違い部落（1957年、松竹） - 儀太郎の老父
- 七人の女掏摸（1958年、松竹） - 居酒屋の亭主
- 張込み（1958年、松竹） - 立花湯の釜焚き
- 人間の條件 第1・2部（1959年、にんじんくらぶ） - 樋口
- 命との対決（1960年、松竹） - 下級船員
- 番頭はんと丁稚どん（1960年、松竹） - 蛸焼き屋
- 流転（1960年、松竹） - ガス灯を点ける老人